# 陳鑣
陈镳（？—1631年），字君禮，號觀海，福建漳州府漳浦县人，軍籍，明朝政治人物。

## 生平
万历三十一年（1603年）癸卯科福建乡试舉人，三十二年（1604年）甲辰科进士，三十三年授诸暨知县，三十八年考察，改池州府教授，三十九年升國子監助教，四十年丁憂，四十六年除原职，四十七年升刑部主事，天启二年（1622年）升云南司员外，本年升郎中，本年升安庆知府，五年升湖廣副使，为刑部主事彭參疏奏为左光斗鹰犬，被削籍为民。崇祯元年（1628年）起廣西副使，三年升右参政，四年升廣西按察使，同年卒。

## 家族
曾祖陈子玉。祖父陈瑞璋。父陈世烈。母林氏。具慶下。弟陳復亨（貢士）。娶张氏。